# المعيشة تحت الأرض
المعيشة تحت الأرض تعني السكن تحت سطح الأرض، سواءً في الكهوف أو الهياكل الطبيعية أو المشيَّدة من قبل الإنسان. وتعد المساكن الموجودة تحت سطح الأرض بديلًا لبعض الباحثين عن المنازل فوق سطحها، وبعض من يتطلعون إلى تقليل التأثير في البيئة. ويمكن للمصانع والمباني الإدارية الاستفادة من المرافق الموجودة تحت الأرض لأسباب عدة مماثلة، كالحد من الضوضاء واستخدام الطاقة والأمن.

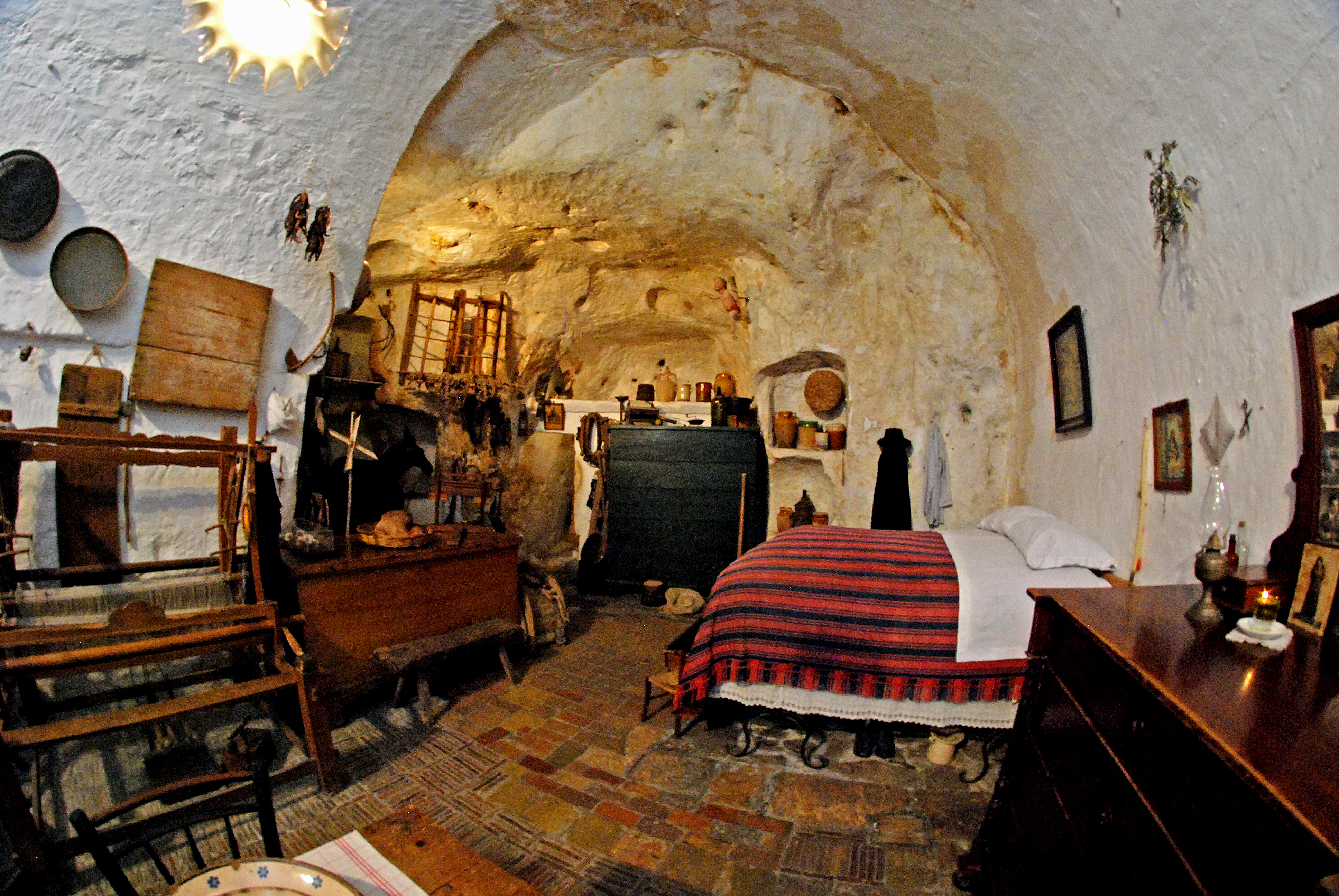
منزل تحت الأرض في ساسي دي ماتيرا، إيطاليا

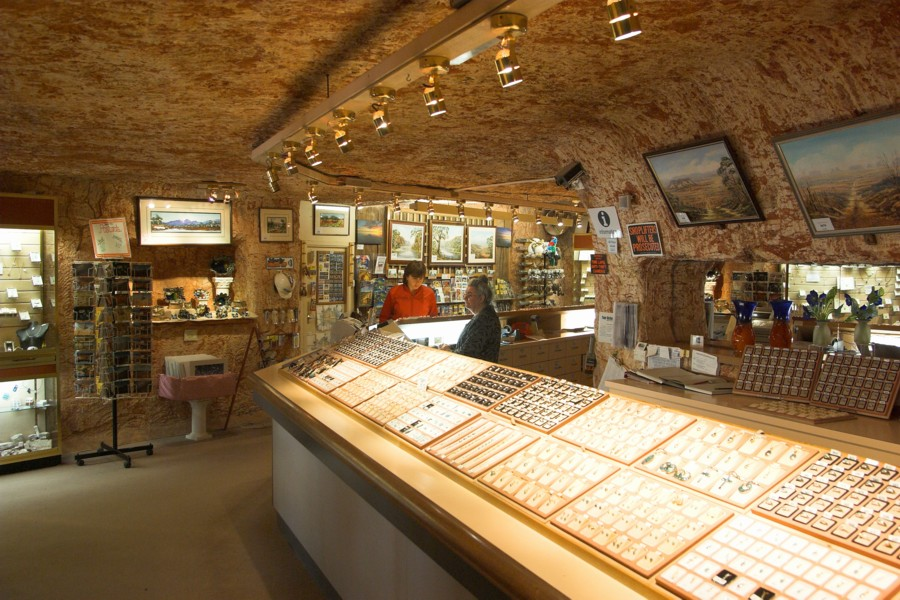
محل مجوهرات تحت الأرض في كوبر بيدي

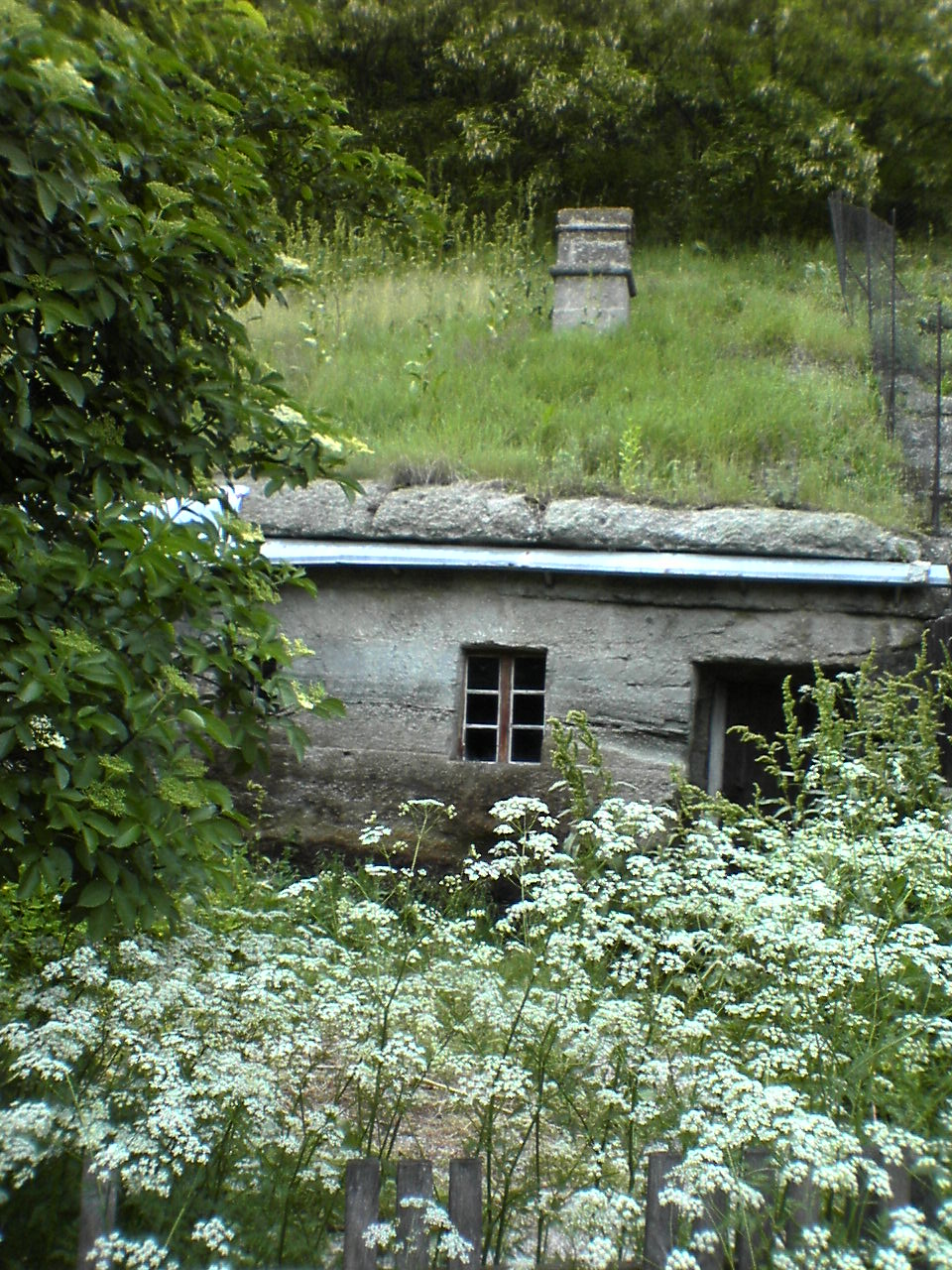
مثال على منزل محفور في Brhlovce ، سلوفاكيا

تملك المنازل الموجودة تحت سطح الأرض مزايا عِدة من مقاومة الطقس القاسي، ومساحة هادئة للسكن، إلى المناظر الطبيعية غير المزعجة ودرجة الحرارة الداخلية الثابتة تقريبًا، بسبب خصائص العزل الطبيعية للأرض المحيطة. وأحد الاسباب هو كفاءة استخدام الطاقة والحفاظ على البيئة في المساكن تحت الأرض. ولكن تمتلك المساكن تحت الأرض بعض العيوب، كالفيضانات المحتملة، التي  تتطلب احيانًا تركيب أنظمة ضخ خاصة.
 يُعد السكن تحت الأرض من أوضاع السكن المفضلة لبعض المجتمعات في البيئات الصارمة كما في ساسي دي ماتيرا في إيطاليا، وكوبر بيدي في أستراليا، وكهوف البربر كما في مطماطة في تونس، وحتى في محطة امندسن سكوت.
المساكن تحت الأرض لا تكون تحتها بالكامل أحيانًا، إذ يمكن أن تكون مكشوفة على جانب واحد عندما تكون مبنية في التل. ويؤدي هذا الكشف إلى تحسين الإضاءة الداخلية للمسكن، الذي يكون على حساب التعرض الكبير للعناصر أيضًا.

## تاريخ
وُجِدت وثائق سكيثية وألمانية مكتوبة عن المساكن  تحت الأرض، إذ عُثر على بقايا في سويسرا ومكلنبورغ وجنوب بافاريا «لها شكل دائري مع اتساع يشبه القدر في الأسفل، بقطر من أحد عشر إلى خمسة عشر مترًا، وعمق من اثنين إلى أربعة امتار».

## طرق البناء
شُيدت المساكن الجوفية في أجزاء من المناطق الريفية في أستراليا، بطريقة تشبه حُفر كِلاب البراري، إذ توجد «مدخنة» بمستوى أعلى من مستوى الأرض، ومدخل تحت مستوى سطح الأرض. يسبب هذا الشكل من التشييد مرور نسيم مستمر في أرجاء المنزل، ما يقلل أو يلغي الحاجة إلى تكييف الهواء.

## التنمية المستدامة للحيز الحضري تحت سطح الأرض
تتطلع المدن الحضرية ذات الاقتصاد المتقدم في العالم نحو تحقيق أهداف التنمية المستدامة «إلى أسفل»، بدلاً من توسيع موارد الأرض المحدودة على سطحها. من المدن القياسية في هذا الصدد، هيلسنكي وسنغافورة وهونج كونج ومينيابوليس وطوكيو وشنغهاي ومونتريال،  إذ يمكن دمج مساحات ما تحت الأرض بصفتها موارد أرضية قيمة في مخطط  إدارة الموارد الحضرية العامة وسياسة التنمية، وذلك من طريق ترشيد عرض طلب الموارد بحسب الطلب الاقتصادي، وبالتنسيق بين أصحاب المصلحة من الإدارة العامة والإدارة الخاصة والمطورين والمستخدمين من القطاع الخاص. وبالنظر إلى البعد الآخر، يحمل تصميم مدن المعيشة تحت الأرض مستقبلًا واعدًا للحياة المستدامة تحت الأرض، التي تتطلب تكاتف تخصصات عدة.

## الهياكل
توجد طرق مختلفة لتطوير الهياكل للعيش تحت الأرض:
- فقد استُخدِمت الكهوف (الطبيعية) لآلاف السنين كمأوى.
- تشييد الكهوف (المخابئ): تعد من الهياكل الشائعة للعيش تحت الأرض، إذ طُوِرت تقنيات حفر الانفاق اللازمة لبنائها جيدًا من قبل صناعة التعدين، وتعد أكثر كلفة وخطرًا في صنعها من بعض البدائل. على جانبها الإيجابي، تكون عميقة جدًا، ومن الأمثلة عليها ساسي دي ماتيرا في إيطاليا، التي أعلنتها اليونسكو من مواقع التراث العالمي، وبلدة كوبر بيدي في أستراليا، التي بُنيت تحت الأرض تجنبًا للحرارة اللافحة من المناطق النائية، ويعد بيت ياودونج من المنازل التقليدية في الصين (بيت الكهف)، يمكنك النظر أيضًا إلى مساكن نوك ومامبروغ الكهوف في توغو، أفريقيا.
- مساكن تحت الأرض: هي منازل تقليدية دُفنت بعد ذلك، [4] ويُترك عادةً جدار واحد على الاقل مكشوفاً للإضاءة والتهوية، ولأنها ستدفن لاحقًا تُصنع هياكلها من مواد تتحمل الوزن الزائد.
- هياكل صدم الأرض: هذه الهياكل ليست تحت الأرض فعلًا، بمعنى أن تكون تحت الأرض أو مدفونة تحت الساتر الأرضي، إذ تكون هياكلها مصنوعة من الأرض الغنية، وتشبه هذه المساكن الخرسانة في خصائصها، ولكنها تفتقد خصائص التماسك كما في الإسمنت، وتشترك هياكلها في العديد من الخصائص مع الطوب التقليدي.
- هياكل المجاري: هي شكل بسيط جدًا، إذ تُجمَع أنابيب وصناديق خرسانية كبيرة مُسبقة الصب على بعد بضعة أمتار في الترتيب المطلوب للغرف والممرات في الموقع، إما فوق الأرض أو تحت الخنادق المحفورة، ثم تدفن، ويشار إلى هذا النهج بالقطع والتغطية أيضًا.
- العيش في المناطق المتحضرة تحت الأرض شائع لدرجة أن القليل ممن يسكنها يظن أنه تحت الأرض، إذ توجد مراكز تسوق مدفونة جزئيًا أو كليًا تحت الأرض (فعليًا تحتها)، وهذا ليس غريبًا كما في الهياكل الأخرى تحتها، إذ يؤمن أولئك الذين يعملون تحت الأرض بحقيقة العيش تحتها.
- الهياكل العمودية: مثلًا، اقترحت شركة Taisei Corporation بناء مدينة أليس في طوكيو باليابان. وسيتضمن المشروع عمودًا واسعًا وعميقًا، وستبنى فيه مستويات للسكن، وتتجه هذه المستويات نحو مركز أجوف تعلوه كوة ضخمة.
- الأنفاق: تشمل مصارف مياه الأمطار، التي يستخدمها من لا مأوى لهم في المدن الكبيرة.